# Цинна широколистная
Ци́нна широколи́стная (лат. Cinna latifolia) — вид цветковых растений рода Цинна (Cinna) семейства Злаки (Poaceae).

## Ботаническое описание
Многолетние травянистые растения до 1—2 м высотой, неопушённые. Листья шершавые, 10—22 см длиной и 1—1,5 см шириной. Соцветие — кисть, собранная из колосков от зелёного до чуть пурпурного цвета. Цветёт поздним летом и осенью.

## Распространение и местообитание
Произрастает в Европе и Северной Америке. В Европе изредка встречается в Норвегии, Швеции, Финляндии, странах Прибалтики и России, также встречается в разрозненных местах в Сибири, в Японии и на Кавказе. Более часто этот вид встречается в Северной Америке, где растёт на Аляске, в Канаде и северных и центральных штатах США.
Цинна широколистная предпочитает места с прохладным, мягким, влажным микроклиматом, например, речных берегах. 

## Синонимика
- Agrostis alba var. koreensis Nakai
- Agrostis latifolia Trevir.
- Agrostis suaveolens Blytt ex Sommerf.
- Blyttia suaveolens (Blytt) Fr.
- Cinna arundinacea var. pendula (Trin.) A.Gray
- Cinna expansa Link
- Cinna kamtschatica Rupr.
- Cinna latifolia var. glomerata Scribn. ex Beal
- Cinna latifolia var. glomerula (Scribn.) Beal
- Cinna pendula (Trin.) Trin.
- Cinna pendula var. acutiflora Vasey ex Macoun
- Cinna pendula var. glomerula Scribn.
- Cinna pendula var. glomerulata Macoun
- Cinna pendula var. mutica Vasey
- Cinna suaveolens (Blytt ex Sommerf.) Rupr.
- Cinna suaveolens (Blytt ex Sommerf.) [[Fries in Schouw]]
- Muhlenbergia baicalensis Trin. ex Turcz., nom. inval.
- Muhlenbergia pendula Trin.[1]